# Rockledge (Floryda)
Rockledge – miasto w Stanach Zjednoczonych, w stanie Floryda, w hrabstwie Brevard.